# NGC 3668
NGC 3668 je spiralna galaktika u zviježđu Velikom medvjedu.

## Vanjske poveznice
- (eng.) SEDS: NGC 3668
- (eng.) Revidirani Novi opći katalog
- (eng.) Izvangalaktička baza podataka NASA-e i IPAC-a
- (eng.) Astronomska baza podataka SIMBAD
- (eng.) VizieR